# Death: l'alto costo della vita
Death: l'alto costo della vita (Death: The High Cost of Living) è una miniserie a fumetti dedicata al personaggio Death (sorella di Sandman e personificazione della morte) pubblicata dalla casa editrice statunitense DC Comics nel 1993. La pubblicazione dura 3 numeri e viene distribuita sotto l'etichetta Vertigo, imprint editoriale con il quale la DC realizza albi a fumetti indirizzati ad una fascia di lettori adulti.

## Trama
La vicenda si svolge a New York nel mese di luglio in un periodo imprecisato dei primi anni novanta. I protagonisti sono un ragazzino adolescente che pensa al suicidio di nome Sexton Furnival e una sua coetanea Didi. In realtà la ragazza è Death (la personificazione della morte) la quale si trova a vivere tra gli uomini un giorno solo ogni secolo. Lei stessa spiega che si tratta di un prezzo che deve pagare (anche se spesso apprezza questa esperienza) con le seguenti parole:
(Death)
Sexton non crede a Didi quando questa sostiene di essere la Morte ma è incuriosito da questa strana ragazza e i due passano insieme l'intera giornata. Durante questo lasso di tempo Death incontra Mad Hattie, una vagabonda che gli chiede sotto minaccia di trovare il suo cuore. Si tratta di un ciondolo d'oro che alla fine sarà ritrovato ma non appena ne ritorna in possesso, Mad Hattie pensa subito a nasconderlo di nuovo. La vera minaccia però arriva da un vecchio cieco che ora si chiama l'Eremita ma Death dice averlo conosciuto con un altro nome. Difatti si tratta probabilmente di una versione arrivata dal futuro di Mister E, un occultista da sempre nemico della Morte e degli Eterni. Il suo scopo è di impossessarsi del ciondolo che porta al collo Didi e che rappresenta il simbolo Ankh con cui si identifica la versione gaimaniana della Morte. Grazie all'aiuto di un suo adepto riesce ad imprigionare i due ragazzi e a strappare l'Ankh a Didi. Il tutto si rivela però inutile perché i due riescono a fuggire e L'Eremita scopre che il simbolo che ha in mano è senza potere se non al cospetto di Morte. Questa lo sostituirà con un ciondolo simile comprato su una bancarella per appena dieci dollari. Alla fine Didi muore in una fontana dopo aver ringraziato Sexton per la bella giornata. Al ragazzo viene detto che la sua amica è morta per un problema congenito al cuore e questa improvvisa perdita insieme a tutti gli eventi vissuti nelle ultime 24 ore fanno riflettere Sexton sul reale valore della vita e il prezzo da pagare per viverla fino in fondo. La Morte gli ha infatti insegnato ad apprezzare le piccole cose e a non trascurare mai l'insieme degli elementi che compongono la nostra esistenza a discapito di situazioni particolari come solitudine, noia, depressione, mancanza di affetti (tutte componenti della vita di Sexton) che al momento ci possono sembrare insormontabili.

## Storia editoriale
Il personaggio Morte (Death) viene creato da Neil Gaiman (testi) e Mike Dringenberg (matite) per la serie Sandman nel 1989. Nel corso della serie conta diverse altre apparizioni che ne definiscono il ruolo come membro degli Endless (Eterni), una famiglia di esseri immortali che si manifestano nella nostra realtà come persone ma che di fatto sono rappresentazioni di archetipi senza tempo. La Morte ci viene presentata come un'adolescente spensierata e molto gentile, sorella del Signore del Reame dei sogni e delle storie (reali o inventate dalla mente umana non fa per Lui differenza).
La miniserie viene strutturata in tre capitoli e la supervisione della stessa è affidata a Karen Berger, che aveva già redatto la serie The Sandman e che all'epoca era la massima responsabile per lo sviluppo dell'allora neonata Vertigo di cui Death: l'alto costo della vita era la prima miniserie distribuita.

### Vertigo (1993)
La nuova etichetta editoriale Vertigo viene fondata proprio nel 1993. Si tratta di un imprint della casa editrice Dc Comics che distribuisce raccolte e serie a fumetti senza il simbolo del Comics Code Authority (Autorità per il Codice dei Fumetti) e la cui distribuzione avviene principalmente tramite i negozi specializzati in fumetti (Comic Shops) e Librerie. Grazie a questo tipo di politica editoriale gli autori hanno la possibilità di realizzare storie per un pubblico più adulto e di avere meno limiti creativi rispetto ai fumetti di grande diffusione presso le edicole (definiti spesso mainstream e che in USA si identificano quasi esclusivamente con il genere supereroi).
Nell'anno del debutto vi sono diverse serie già in corso di pubblicazione che entrano a far parte del parco testate Vertigo e sono: The Swamp Thing, Hellblazer, Sandman, Doom Patrol, Animal Man, Shade the Changing Man, ma questa miniserie dedicata a Death rappresenta il primo titolo-novità della nuova etichetta. Ufficialmente è il primo albo con il n.1 (#1) in copertina ad essere distribuito con il logo Vertigo.

### Premi
Grazie anche a questa miniserie, nel 1994 Neil Gaiman e Karen Berger ricevono il premio Eisner Award:
- Neil Gaiman riceve il premio come miglior scrittore (Best Writer) per le opere The Sandman e Death: The High Cost of Living, entrambe pubblicate dall'etichetta Vertigo.
- Karen Berger riceve il premio come miglior redattore (Best Editor) per aver curato e supervisionato l'edizione delle due opere sopracitate.
- Nello stesso anno il personaggio Death vince il premio per il miglior articolo di merchandising dedicato ad un fumetto (Best Comics-Related Product/Item). Difatti la DC Comics produce e distribuisce una statuetta avente come soggetto Death. L'artista che ne realizza il prototipo e il calco è lo scultore Randy Bowen.

## Adattamento cinematografico
Nel 2004 la New Line Cinema ha comprato i diritti per la realizzazione di un film cinematografico che si basa sulla vicenda e i personaggi descritti nella miniserie. Il soggetto del lungometraggio è stato scritto dallo stesso Neil Gaiman e ha preso il titolo provvisorio di Death and Me o in alternativa Death's Day. Il produttore esecutivo interessato al progetto è Guillermo del Toro. A partire dal 2007 sono circolate voci sulla possibilità che Neil Gaiman fosse designato anche come regista del film mentre il ruolo di Sexton sarebbe stato di Shia LaBeouf, ma tra il 2008 e il 2010 la produzione dell'opera è stata più volte rimandata.